# 西南女学院大学短期大学部
西南女学院大学短期大学部（せいなんじょがくいんだいがくたんきだいがくぶ、英語: Seinan Jo Gakuin University Junior College）は、福岡県北九州市小倉北区井堀1-3-5に本部を置く日本の私立大学。1922年創立、1950年大学設置。大学の略称は西女。ここでは、旧来の西南女学院短期大学を含めて説明する。

## 概観

### 大学全体
- 福岡県北九州市小倉北区内にある日本の私立短期大学で運営主体は学校法人西南女学院。
- 1949年に申請した短期大学186校の一つ[1]でなおかつ、1950年に開学が認められた149校の一つである[2][3]。
- キリスト教精神に基づいた教育が行なわれており、1958年[4]、1971年にそれぞれ学科の増設が行われ4 学科体制[5]（さらに1976年にうち１学科２専攻に分離）で 1 学年定員が 720 人の時期があった[6]が、現在は １学科体制に規模縮小されている。

### 建学の精神（校訓・理念・学是）
- 大学と同様、「感恩奉仕」が西南女学院大学短期大学部における建学の精神となっている。

### 教育および研究
- 西南女学院大学短期大学部には現在保育科のみ設置されている。保育科では、附属シオン幼稚園での教育実習も行なわれている。

### 学風および特色
- 西南女学院大学短期大学部はキリスト教系の短大である関係上、秋季ミッションデーやクリスマス礼拝などの宗教的行事が行われているところに特色がある。

## 沿革
- 1922年 西南女学院が創設される[7][8]。
- 1935年 西南家政学院が設置される[9]。
- 1946年 西南女学院専門学校に改組される[10]。
- 1949年10月 財団法人西南女学院[11]が短期大学の設置認可に関する申請を以下の通り行う[12][1]
  - 英語科 入学定員80名
  - 家政科 入学定員80名
- 1950年
  - 3月14日 左記をもって短期大学の設置が認可される[9][13][14]。
  - 4月1日 左記をもって西南女学院短期大学（せいなんじょがくいんたんきだいがく 英称:Seinan Jo Gakuin Junior College）として開学[15]。学科体制は以下の通りである。所在地は小倉市大字中井491[注 1]
    - 英語科 入学定員80名
    - 家政科 入学定員80名
- 1958年
  - 4月1日 左記をもって保育科が開設され[16][17]、入学定員50名とする[18]。学生数は58[19]
- 1960年 家政科の入学定員80名→120名に増員する[20]。
- 1971年 食物栄養科を増設する。入学定員120名[21][22]に対し、学生数は121[23]
- 1976年
  - 4月1日 家政科を以下の２専攻に分離する[24]。
    - 家政専攻 入学定員100名[25]
    - 被服専攻 入学定員100名[25]

  - 以下2学科の入学定員を増員する。
    - 英語科 100名→200名
    - 保育科 80名→150名
- 1987年 英語科の入学定員200名に対し、臨時定員として50名を追加する[26][27]。総定員450名/学生数 599[28]。
- 1993年 科目等履修生制度が開始される[29]。家政科の入学定員を以下の通り変更する[30]。
  - 家政専攻 100名→150名
  - 被服専攻 100名→50名
- 2000年 英語科の入学定員200名→250名に増員[30]。
- 2001年 以下の学科をこの年度の入学生を最後とする[30]。
  - 英語科
  - 食物栄養科
  - 家政科
    - 家政専攻
    - 被服専攻
- 2002年 家政科を生活創造学科に改組[30]。
- 2004年 西南女学院大学短期大学部（せいなんじょがくいんだいがくたんきだいがくぶ）と改称 [30]。
- 2018年 生活創造学科を廃止。
- 2024年 保育科3年制コース開設予定[31]

## 基礎データ

### 所在地
- 福岡県北九州市小倉北区井堀1-3-5

### 交通アクセス
- 最寄りは西鉄バス「西南女学院下」バス停留所で、JR日豊本線南小倉駅・小倉駅・鹿児島本線戸畑駅の各駅からの便がある。

### 象徴
- 西南女学院大学短期大学部のカレッジマークは「S」と「W」の文字を模ったものとなっている。

## 教育および研究

### 組織

#### 学科
- 保育科

##### 過去にあった学科
- 英語科（2001年度までの募集）
- 家政科：各専攻をふくめ、生活創造学科に改組。(2001年度までの募集）
  - 家政専攻
  - 被服専攻
- 食物栄養科(2001年度までの募集）
- 生活創造学科(2011年度までの募集)

#### 専攻科
- なし

#### 別科
- なし

##### 取得資格について
- 保育士資格と幼稚園教諭二種免許状が保育科にて取得できるようになっている。1958年2月20日をもって厚生省[注 2]より保母養成施設に指定される[32]。同時に幼稚園教諭二級免許状の教職課程を置くことも認可される[33]。

- 栄養士資格が過去にあった食物栄養科にて設置されていた[6]。

- 中学校教諭二種免許状が設置されていた[34]（2001年度入学生まで）
  - 英語：英語科[6]
  - 家庭：家政科[6]
  - 保健：食物栄養科[6][35]

- 当初は、英語科及び家政科においてそれぞれ中学校教諭二級免許状ほか高等学校教諭臨時免許状（英語）（家庭）も置いていた[36]

## 学生生活

### 部活動・クラブ活動・サークル活動
- 大学と区別はなく運営されているようである。
  - 体育系：弓道・卓球・テニス・バドミントン・バレーボール・舞踊・ワンダーフォーゲル・バスケットボール・ボウリング・ラクロスほか
  - 文化系：園芸・演劇・茶道・華道・YWCA・放送・ユースホステル・料理・映画・写真・手芸・書道・心理学・児童文化・美術・パソコンなどがある。音楽・フォークソング・邦楽・マンドリン・吹奏楽等の音楽系その他大学祭実行委員会・聖歌隊・ハンドベルなどもある。

### 学園祭
- 学園祭は大学とともに「しおん祭」と呼ばれ毎年、概ね10月に行われている。

## 大学関係者と組織

### 大学関係者組織
- 西南女学院同窓会がある。

## 施設
- マロリーホール
- 1号館
- 2号館
- 3号館
- 4号館
- 5号館（原記念館）
- 短大総合体育館
- テニスコート
- 大学・短期大学図書館
- 同窓会館
- 7号館：学生食堂・大講義室などがある。

### 寮
- 「第二学寮」と称した学生寮がある。当初は、西南女学院オリーブ寮が、小倉市下到津1丁目に所在した[37]

## 対外関係

### 他大学との協定

#### アメリカ
- マーサー大学

#### 韓国
- 培花女子大学：1992年より姉妹校提携を結んでいる。

### 姉妹校
- 西南女学院大学

### 関係校
- 西南学院大学

## 卒業後の進路について

### 編入学・進学実績[38]
- これまでの実績では、系列の西南女学院大学ほか以下の実績がある。

- 家政科
  - 家政専攻：長崎大学・久留米大学などがある。
  - 被服専攻：愛知産業大学・ノートルダム清心女子大学などがある。
- 保育科：香川大学・佐賀大学・山口県立大学・福岡県立大学・日本福祉大学・京都文教大学・九州産業大学・西南学院大学・熊本学園大学などがある。
- 食物栄養科：活水女子短期大学専攻科・尚絅短期大学ほか。
- 英語科：北九州市立大学・福岡女学院大学・活水女子大学ほか
- 生活創造学科：恵泉女学園大学・関西外国語大学・帝塚山学院大学・関西学院大学・沖縄国際大学・名桜大学などがある。

## 附属学校
- 西南女学院大学短期大学部附属シオン幼稚園